# 二十一酸
二十一酸（Heneicosylic acid）是一种拥有21个碳原子的长链饱和脂肪酸，化学式为CH3(CH2)19COOH。